# Mörel-Filet
Mörel-Filet es una comuna suiza del cantón del Valais, ubicada en el distrito de Raroña oriental. Limita al noreste con las comunas de Betten y Grengiols, al este con Bister, al sur con Termen, y al oeste con Riederalp.
La comuna es el resultado de la fusión el 1 de enero de 2009 de las antiguas comunas de Mörel y Filet.